# Eusterinx inaspicua
Eusterinx inaspicua är en stekelart som beskrevs av Rossem 1988. Eusterinx inaspicua ingår i släktet Eusterinx och familjen brokparasitsteklar. Inga underarter finns listade i Catalogue of Life.